# Joan Osborne
Joan Osborne (* 8. července 1962, Kentucky) je americká písničkářka. Nejvíce se proslavila skladbou „One of Us” a spoluprací s členy skupiny Grateful Dead. Byla osmkrát nominovaná na cenu Grammy. Je zastánkyní rovnosti pohlaví, má liberální, progresivní názory a mladou dceru (* 20. prosince 2004).
Narodila se v Kentucky, ale začátkem osmdesátých let se přestěhovala do New Yorku, kde brzy založila hudební vydavatelství Womanly Hips. U tohoto vydavatelství vyšel její debut Soul Show. Womanly Hips vydalo několik nezávislých desek a potom jej koupila nahrávací firma Mercury Records.
Mnohem většího úspěchu než se svým debutem ovšem Joan dosáhla se svým druhým (prvním mezinárodním) albem Relish (1995, Mercury Records). Z tohoto alba vzešel hit „One of Us”. Je to nejpopovější skladba celého alba, které je jinak někde na pomezí mezi country, blues a folkem. Z alba Relish ještě vzešly singly „St. Teresa” a „Right Hand Man”. Rok po vydání tohoto alba získala Osborneová pět nominací na Grammy.
Po její účasti na putovním festivalu Lilith Fair se řady jejích fanoušků značně rozrostly. Joan si tak vybudovala pevné místo mezi písničkářkami jako Tori Amos nebo Sarah McLachlan. Následovalo třetí album Righteous Love, které ale velmi rychle opustilo albové hitparády.
V létě 2003 podnikla se svou kapelou řadu vystoupení společně se skupinou Dixie Chicks. Ve stejném roce také spatřilo světlo světa album cover verzí klasických rockových a soulových písní How Sweet It Is.
Další album – Pretty Little Stranger – vyšlo v roce 2005. Joan sama o něm mluví jako o „nashvillském albu”. Na albu je také píseň „After Jane”, která je o milostném vztahu dvou žen. Joan v několika rozhovorech otevřeně přiznala, že je bisexuální.
Následovaly alba Breakfest in Bed (2007) a Little Wild One (2008). Poslední album Bring It On Home, které obsahuje coververze různých bluesových skladeb, vyšlo v roce 2012 a bylo nominováno na cenu Grammy v kategorii nejlepší bluesové album.
Joan Osborneová vystoupila 15. listopadu 2018 na festivalu Blues Alive v Šumperku, kde hrála písně Boba Dylana, jimž věnovala album Songs of Bob Dylan z roku 2017.

## Diskografie
- Soul Show (1991)
- Relish (1995) USA # 9; UK # 5
- Early Recordings (1996)
- Righteous Love (2000) USA # 90
- How Sweet It Is (2002)
- One of Us (2005)
- Christmas Means Love (2005)
- Pretty Little Stranger (2006)
- Breakfast in Bed (2007) USA # 160
- Little Wild One (2008) USA # 193
- Bring It On Home (2012) USA # 154
- Love and Hate (2014)
- Songs of Bob Dylan (2017)
- Trouble and Strife (2020)